# 300909 Kenthompson
300909 Kenthompson este o planetă minoră (asteroid) din centura de asteroizi. A fost descoperită pe 30 ianuarie 2008 la Jarnac Observatory⁠(d) de Tom Glinos⁠(d). 
Obiectul prezintă o orbită caracterizată de o semiaxă mare de 3,1584838671883 UAi, o excentricitate de 0,08, o înclinație de 9,6 ° în raport cu ecliptica.